# Улица Ридзенес
Улица Ри́дзенес (латыш. Rīdzenes iela) — улица в Риге, в историческом районе Старый город, между улицей Театра и улицей 13 Января. Длина улицы — 273 метра.

## История
Впервые в письменных источниках появляется в 1810 году (улица Ридзина), сформировалась по руслу реки Ридзене, засыпанной в XIX веке. В 1923 году получила название Ридзенес.
После возведения пристройки к зданию Центрального рижского универмага часть улицы от улицы Театра до улицы Аудею превращена в пассаж «Galerija Centrs».

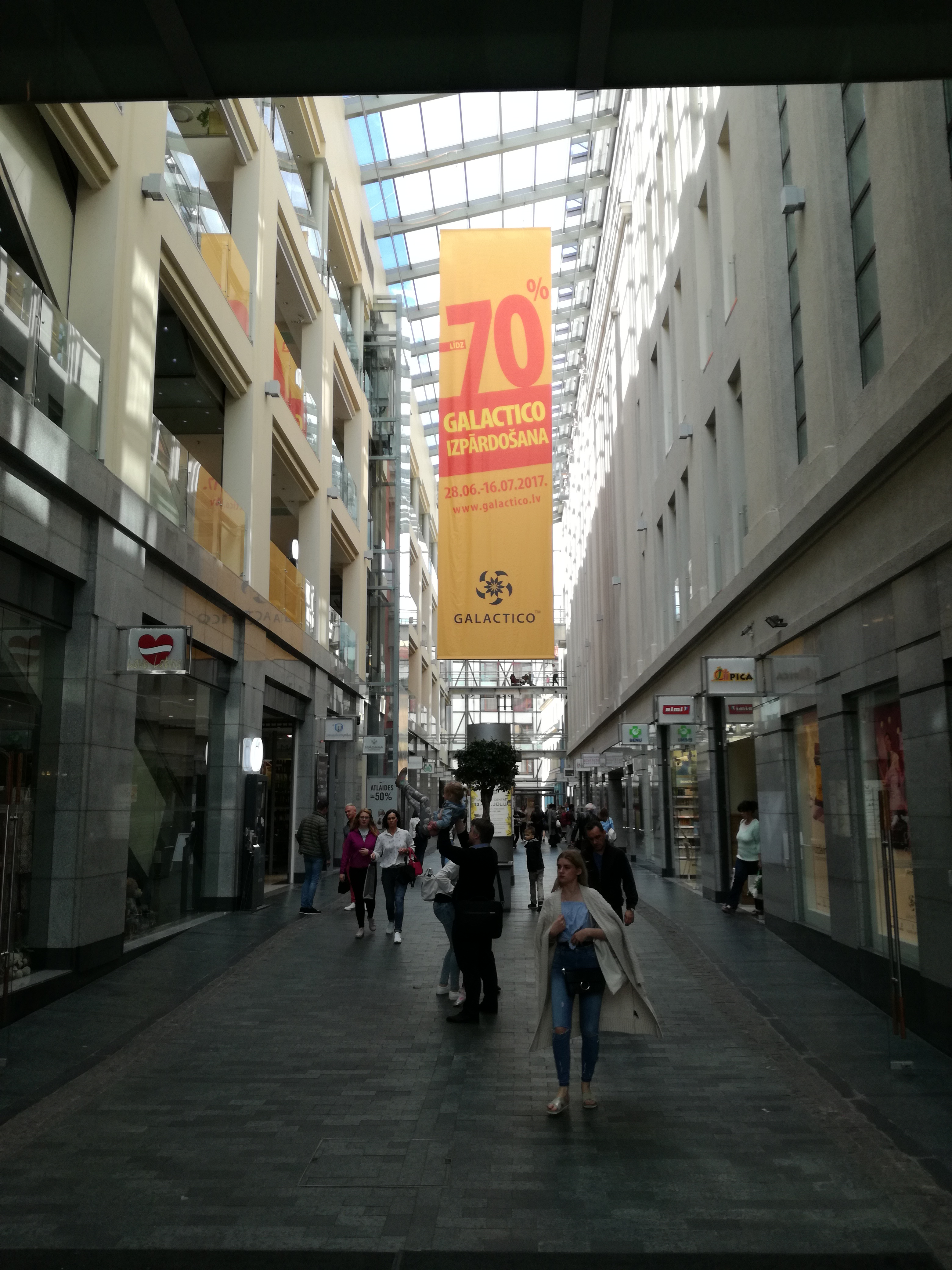
Внутри галереи

## Достопримечательности
- д. 25 — Жилой дом (1575), известняковый горельеф «Адам и Ева» на фасаде дома — памятник искусства республиканского значения.
- д. 26 — Жилой дом (1904, архитектор Оскар Бар).